# The Zephyr Song
"The Zephyr Song" é uma canção da banda americana Red Hot Chili Peppers, inclusa no álbum By the Way, lançada em 2002 como segundo single do álbum. Foi criado um videoclipe para a canção dirigido por Jonathan Dayton e Valerie Faris, que já haviam dirigido diversos vídeos da banda. É uma canção que foi muito interpretada pela banda durante a turnê de By the Way.

## Faixas
CD single
1. "The Zephyr Song" – 3:52
2. "Body of Water" (inédita) – 4:41
3. "Someone" (inédita) – 3:24

CD single 2
1. "The Zephyr Song" – 3:52
2. "Out of Range" (inédita) – 3:58
3. "Rivers of Avalon" (inédita) – 3:39

CD single 3
1. "The Zephyr Song" – 3:52
2. "Out of Range" (inédita) – 3:58

Vinil 7"
1. "The Zephyr Song" – 3:52
2. "Out of Range" (inédita) – 3:58